# На Каширке
«На Каши́рке» — крупнейший государственный выставочный зал в Южном округе Москвы. Расположен в районе Нагатино-Садовники недалеко от станции метро Каширская, рядом с парком «Садовники».

## История
Выставочный зал «На Каширке» является крупнейшим выставочным залом в Южном округе Москвы. Открыт в феврале 1986 года.
С 1983 до момента открытия выставочного зала (февраль 1986) в здании располагалась районная библиотека.
В 1980-х и 90-х проходили выставки авангардного искусства, благодаря которым галерея приобрела широкую известность. В настоящее время здесь проходят выставки как современного, так и традиционного искусства, в том числе крупные сетевые проекты.
Сергей Заграевский высоко оценил выставочный зал в своём «Художественном рейтинге».
С 2013 года входит в Объединение «Выставочные залы Москвы». Куратор галереи — Виталий Пацюков.
Галерея «На Каширке» участвует в биеннале современного и молодого искусства, активно сотрудничает с Государственным центром современного искусства (ГЦСИ) и Государственным музеем В. В. Маяковского.

## Просветительская деятельность
При выставочном зале работают студии изобразительного и прикладного творчества для детей и взрослых. Также на базе выставочного зала существуют клубные формирования.
В галерее «На Каширке» проходят различные мастер-классы, лекции, концерты для широкой аудитории, организуются кинопоказы, творческие встречи с художниками, дискуссии.
В Арт-магазине галереи можно приобрести картины современных художников разных направлений и жанров, книги и сувениры.

## Архитектура
Здание галереи одноэтажное, имеет черты конструктивизма. Также в авангардном стиле выполнена созданная Иваном Лубенниковым инсталляция с надписью «Выставочный зал» над входной группой.
Расположение галереи в жилом массиве (между жилыми домами) создаёт просторный внутренний дворик, в котором в летний период времени демонстрируются работы современных художников, также здесь проходит ежегодная акция «Ночь музеев».

## Избранные[кем?]выставки
- 2020 — «Формы в пространстве». Персональная выставка Сергея Бордачёва[4]
- 2019 — «Время пить чай / It`s Always Tea-Time». При поддержке Посольства Республики Эстония в РФ
- 2019 — «Элегия». Василий Николаев
- 2018 — «Растения. Мифы и легенды»
- 2018 — «Русский Букварь»[5]
- 2018 — Итоговая выставка Международного фотоконкурса «Футбол — 2018. Жизнь и игра»[6]
- 2018 — «НЕСМЕНЯЕМАЯ ВЛАСТЬ. Женщина на журнальной обложке». Журналы 1910-х-1960-х годов из коллекции Алексея и Сергея Венгеровых
- 2017 — «Краснота спасет мир?.. 100 лет, которые потрясли…»[7]
- 2017 — «Абстрактно о конкретном»
- 2017 — Выставочный проект «Идеи перекрёстного опыления» Пурлик/Голицына. Клара Голицына, Анатолий Пурлик.
- 2016 — «Ги де Монлор»
- 2016 — «Каширка-30. Избранное»[8]
- 2015 — «Сальвадор Дали и Пабло Пикассо»
- 2014 — Сетевой проект «Красота неприглядности».[9] А. Ерофеев
- 2014 — Сетевой проект «Пространство LUCIDA»[10]
- 2013 — Проект «Дух и почва». Куратор Александр Шумов[2]
- 2000 — «Центр Периферия». Сергей Алфёров.[11]
- 1996 — Выставка Сергея Андрияки
- 1993 — «Каварга». Дмитрий Каварга
- 1992 — «Неизвестный Плод». Марина Перчихина, Куми Сасаки.[12]
- 1991 — «Воспоминания о воспоминаниях о…». Марина Перчихина[12]
- 1991 — «Музей Неизвестного Художника». Марина Перчихина[12]
- 1990 — «За культурный отдых!». Товарищество «Искусство или смерть».[13]
- 1987 — Персональная выставка Ивана Лубенникова

## Художники
- Бурлюк, Давид Давидович
- Дали, Сальвадор
- Панкин, Александр Фёдорович
- Пикассо, Пабло
- Погарский, Михаил Валентинович
- Пригов, Дмитрий Александрович
- Черкашин, Валерий Тихонович
- Юликов, Александр Михайлович
- Штейнберг, Эдуард Аркадьевич
- Андрияка, Сергей Николаевич
- Голицына, Клара Николаевна
- Гросицкий, Андрей Борисович
- Худяков, Константин Васильевич
- Тишков, Леонид Александрович
- Трифонов, Александр Юрьевич
- Лубенников, Иван Леонидович
- Инфанте, Франсиско
- Янкилевский, Владимир Борисович
- Пурыгин, Леонид Анатольевич